# سسک سربی
سسک سربی (نام علمی: Setophaga plumbea) نام یک گونه از سرده شاپرک‌خوارها است.